# Francesco Garsia
Francesco Garsia (Palermo, 1590 – Paternò, 1670) è stato un poeta, drammaturgo e giudice italiano.

## Biografia
Nato nell'anno 1590, a Palermo, secondo Giuseppe Galeano, o a Paternò, come lo crede Gregorio Alessio Paternò. C'è anche il Dionigi che lo identifica con Francesco Antonio Gasdia: dottore in diritto civile e canonico, Accademico Fucinante detto l'Ammartellato, a Messina, autore dei versi nel Duetto delle Muse (1667), Trattenim. II.

Contemporaneo del Lanario, dello Scammacca, dell'Aversa, completati gli studi con la laurea in Diritto nello Studio catanese, Garsia si dedicò nelle belle lettere e nella poesia, e quest'ultima coltivò con grande fecondità d'ingegno. Pubblicò molte produzioni liriche, altre lasciò manoscritte, i cui titoli si possono leggere per la prima volta in Mongitore (Bibliotheca Sicula, 1708). Fu pure autore di opere drammatiche: la tragedia Ester e il S. Vincenzo Martire, tragedia sacra, di cui secondo il Marletta niente ha potuto dirci la storica del teatro Pasculli, eppure «dovrebbero esser ricercate e studiate, specialmente l'"Ester", che potrebbe darci modo di meglio risolvere qualche problema riguardante la storia dello svolgimento del teatro siciliano» .
Esercitò la professione di giudice in Paternò. Appartenne a varie accademie di Sicilia (Accademico Riacceso di Palermo, Rinnovato di Paternò, Intrepito di Acireale, Chiaro di Catania).

Morì a Paternò nel 1670.
Un sonetto appare nel volume di Filadelfo Mugnos su Lisso e Lico. Favola Boscareccia. Al Magnanimo, e virtuoso Cavaliero Don Mario Buglio Baron della Bifera e Favarotta, e del Fiume Gela (In Roma, appresso gli eredi di Lodovico Grignani, 1650).

## Scritti
- 1628: Teria festante, epitalamio nelle nozze delli eccell. Sig. D. Luigi Moncada e D. Maria Ribera principi di Paternò e duchi di Montalto, Palermo, presso Decio Cirillo.
- 1638: La caduta di Lucifero, poemetto eroico cogli argomenti di D. Pietro Lo Squiglio barone di Galati, Palermo, presso Decio Cirillo.
- 1646: La Pira austriaca nella morte del Serenissimo Infante D. Baldassare principe della Spagna, Catania, presso Giovanni Rossi.
- 1665: Il tempio di Cerere Catanea, ed i vaticinii di Simeto per la venuta in questo Regno dell'emin. sig. cardinale Astalli vescovo di Catania, Catania, presso Giuseppe Bisagno. (poemetti eroici)
- 1667: Oda nella quale s'incoraggian gli austriaci all'acquisto di Portogallo, Monteleone, presso Domenico Ferro.
- S. Ana en quatro cantos con los argumentos del senor D. Prosper Paternò y Lança varon de Piraino (manoscritto)
- Il viaggio di Mongibello (in spagnolo).[7]
- Canzoni siciliane [8]
- Canzoni sacre siciliane [9]

- L'Ester (tragedia) [2][10]
- Il S. Vincenzo martire (tragedia sacra) (manoscritto)
- (come Francesco Agrias) Apologetico sentimento intorno ai Discorsi di Antonino Mirello e Mora sopra le glorie di Messina (manoscritto) [11]
- La S. Anna (poema drammatico) (manoscritto) [12]
- Discorso encomiatico di S. Anna (manoscritto)
- Catania combattuta da Federico Barbarossa (poema eroico) (manoscritto)
- Lucifero vaneggiante (poema eroico) (manoscritto)
- L'Armida (componimento drammatico) (manoscritto)
- Rime, vol. 2 (manoscritto)
- L'innocenza difesa per l'Immacolata Concezione (discorso encomiastico) (manoscritto)
- L'antica età dell'oro (poemetto eroico) (manoscritto)
- vari discorsi accademici (manoscritti)
- Idea del buon governo; discorsi politici in lode dell'eccellentissimo sig. duca di Montalto con prologo contenente la discendenza della casa Moncada.